# Hemiunu
Hemiunu (fl. 2580 f.Kr.) var en egyptisk prins och arkitekt som ansvarade för uppförandet av Cheopspyramiden.  Han var barnbarn till farao Snofru och sannolikt son till prins Nefermaat. Det finns även teorier om att farao Snofru var Hemiunus far. Hemiunu var Cheops vizier och hans högra hand och ansvarade för byggprojektet av Cheopspyramiden.
Hemiunu är begravd vid den västra gravplatsen vid Cheopspyramiden i en storslagen mastabagrav med två serdabanläggningar.